# 梁州之战
梁州之战，505年（南梁天監四年、北魏正始二年），北魏攻占南梁梁州（今陕西省汉中市）获胜的作战。
辅国将军夏侯道迁随从裴叔业镇守寿阳，与裴叔业不合，于是单骑马投奔北魏。北魏任命夏侯道迁为骁骑将军，王肃派夏侯道迁驻合肥。王肃去世，夏侯道迁投靠南朝，随从庄丘黑镇守南郑，庄丘黑以夏侯道迁为长史，兼汉中郡太守。庄丘黑死后，夏侯道迁密谋投降北魏。
北魏仇池镇将杨灵珍反魏来奔齐，南齐任命他为征虏将军、假武都王，协助戍守汉中。梁武帝派心腹吴公之出使南郑，505年正月，夏侯道迁杀了使者，又发兵袭斩杨灵珍父子，把他们的首级送到北魏。白马戍（今陕西省勉县西）主尹天宝带兵袭击夏侯道迁，击败夏侯道迁部将庞树，于是围困南郑。夏侯道迁向氐王杨绍先、杨集起、杨集义求救，只有杨集义之弟杨集朗带兵援救，攻杀尹天宝。北魏任命夏侯道迁为平南将军、豫州刺史、丰县侯。又命尚书邢峦为镇西将军和都督梁、汉诸军事，率兵前去赴任。二月，北魏邢峦到达汉中，对各城堡攻击，无坚不摧。邢峦派统军李义珍击破据守石亭（今四川省广元市北）的晋寿郡（今四川省广元市）太守王景胤。北魏任命邢峦为梁、秦二州刺史。巴西太守庞景民占据郡城，不降，郡民严玄思自封巴州刺史，降于北魏，攻斩庞景民。闰三月，杨集起、杨集义率领氐族部落反魏，切断汉中粮道，邢峦派军将其击败。
四月，梁朝冠军将军孔陵等人率兵两万戍守深杭（今四川省剑阁县北），鲁方达戍守南安（今四川省剑阁县），任僧褒等人戍守石同（今剑门关北），抵拒北魏。邢峦派统军王足带兵去攻，获胜，进入剑阁。孔陵等人退保梓潼，王足将其击败。于是，梁州十四郡之地，东西七百里，南北一千里，全部归入北魏版图。